# ريتشارد دبليو. آبي
ريتشارد دبليو. آبي (بالإنجليزية: Richard W. Abbe)‏ هو محامي وقاضي أمريكي، ولد في 6 يناير 1926، وتوفي في 3 سبتمبر 2000 في بيركيلي في الولايات المتحدة.